# Тумай

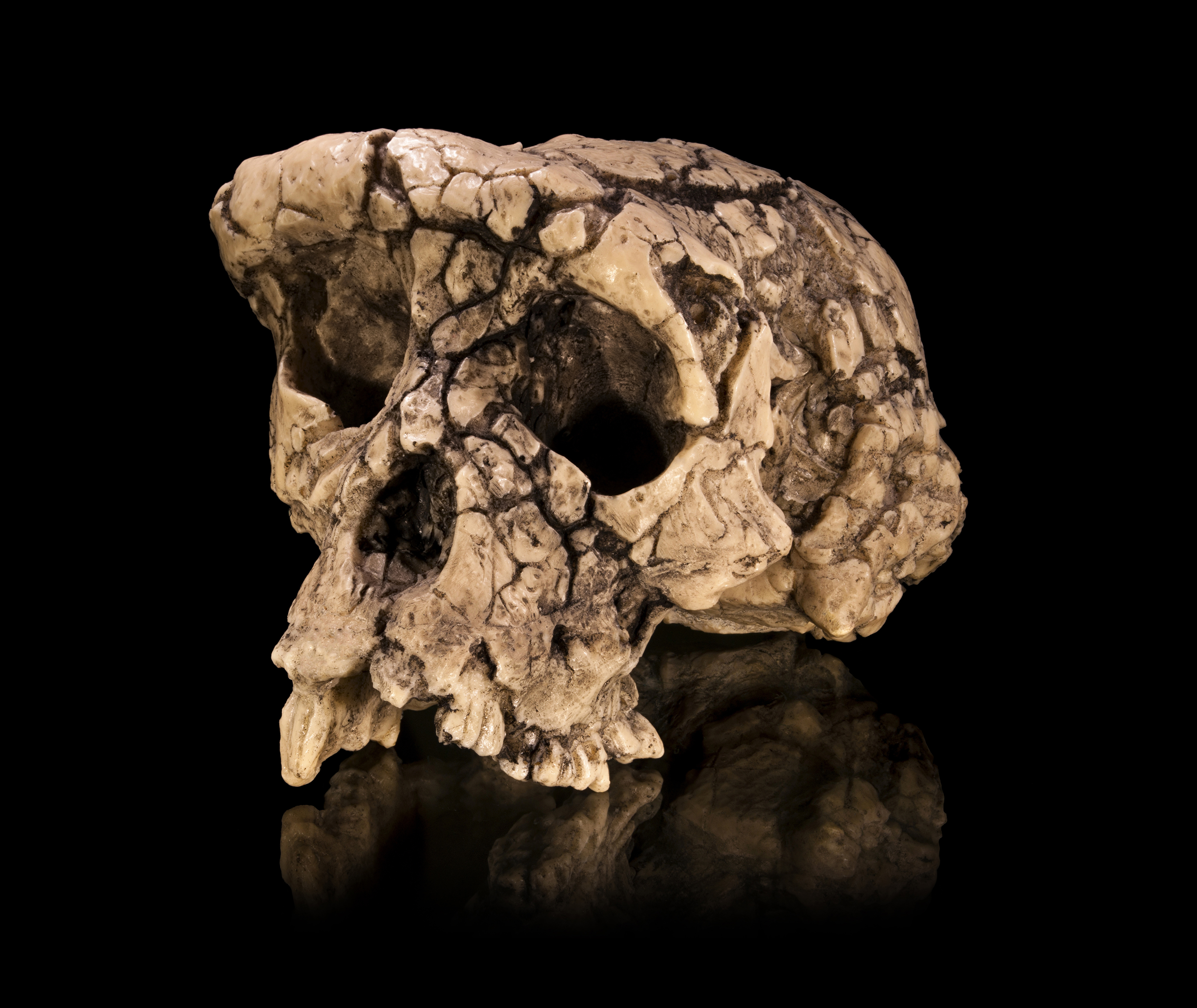

Тума́й — стародавня самка гомініда, що жила 6-7 млн років тому в Центральній Африці. Череп Тумай був виявлений в пустелі Дьюраб на північному заході республіки Чад, недалеко від південного краю Сахари, в ході розкопок у містечку Торос-Менелла в 2001 році. Разом із знайденими поруч рештками ще п'яти особин, описаними в липні 2002 р. міжнародною командою з 38 вчених, послужила основою для виділення нового виду і роду — Sahelanthropus tchadensis (сахельантроп).
Автор знахідки, французький палеоантрополог Мішель Брюне, вважає череп помітно деформованим в потиличній частині.

## Опис черепа
Лицьова частина Тумай поєднувала примітивні і просунуті риси. Тумай мала досить слабкі ікла, а зуби її помітно відрізнялися від інших знахідок. Розмір головного мозку був невеликим (~ 350 см³ — як у шимпанзе), а черепна коробка подовжена, що характерно для сучасних мавп. Подібне змішання ознак свідчить про найранніші етапи еволюції групи.
У вчених немає єдиної думки щодо родинних зв'язків Тумай. Можливо, що Тумай є примітивним гомінідом, а можливо і предком людини. А можливо, це один з предків горил, позаяк дослідження мітохондріональної ДНК свідчать про те, що остаточний поділ гілок людини і шимпанзе стався близько 5 млн років тому — на два мільйони років пізніше сахельантропа.

## Умови життя
У місцевості немає деревних решток, і історичний вік Тумай оцінюється за знайденими поруч рештками тварин, час існування яких відомий з інших місцевостей. Аналіз скам'янілостей, зібраних разом з сахельантропом, дозволяє стверджувати, що колись тут був берег великого озера, навколо якого лежала савана, що переходить в піщану пустелю.